# 守破離
守破離（しゅはり）は、日本の茶道や武道などの芸道・芸術における師弟関係のあり方の一つであり、それらの修業における過程を示したもの。
日本において芸事の文化が発展、進化してきた創造的な過程のベースとなっている思想で、そのプロセスを「守」「破」「離」の3段階で表している。

## 詳細

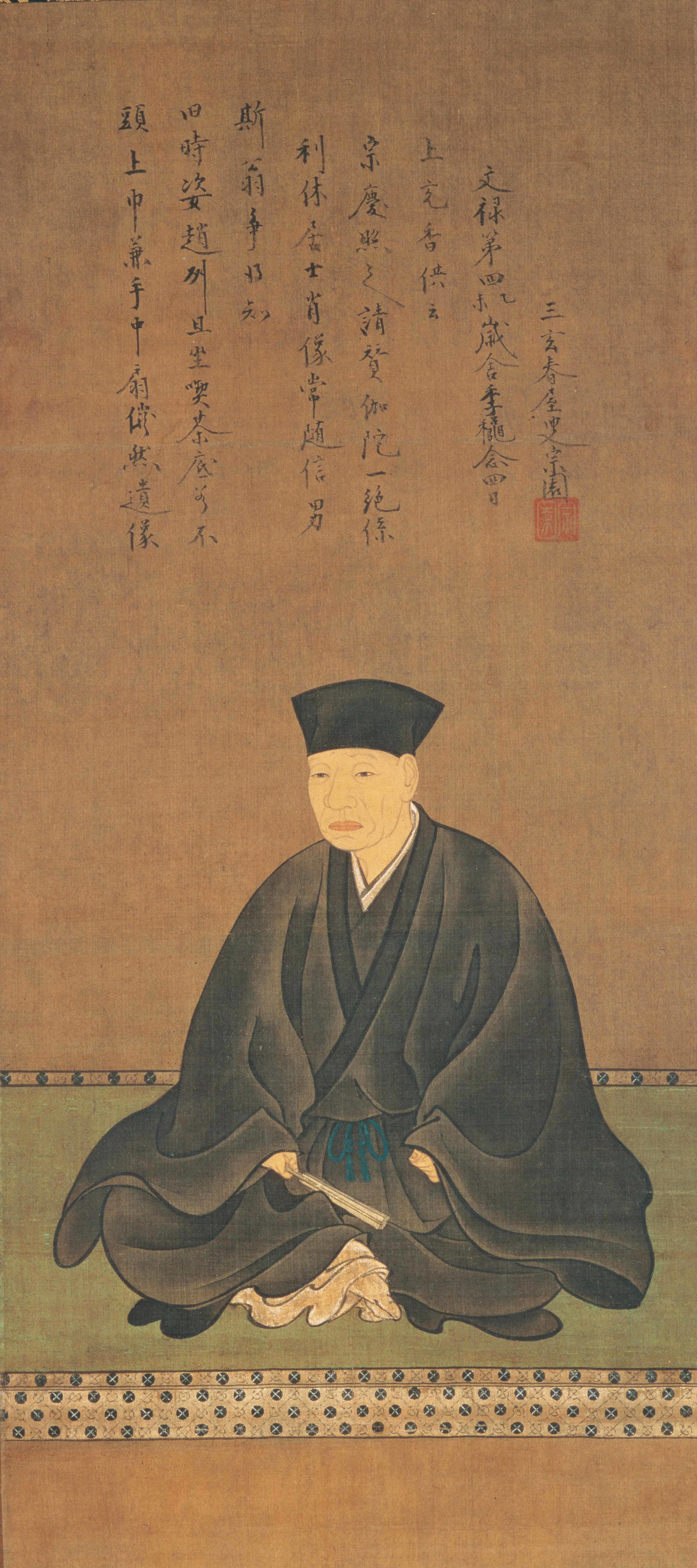
千利休

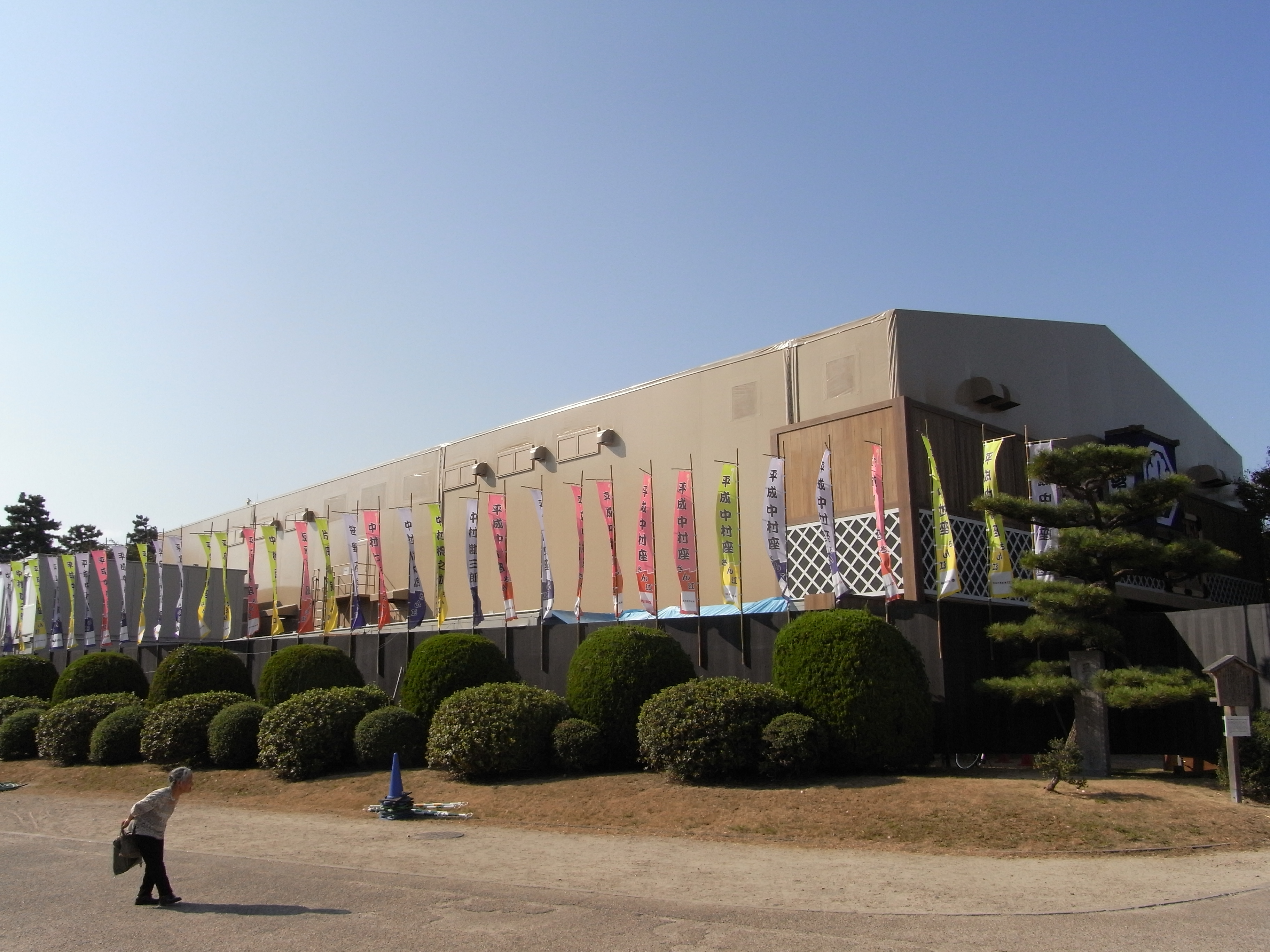
守破離に基づいた平成中村座

もとは千利休の訓をまとめた『利休道歌』にある、「規矩作法 守り尽くして破るとも離るるとても本を忘るな」を引用したものとされている。
修業に際して、まずは師匠から教わった型を徹底的に「守る」ところから修業が始まる。師匠の教えに従って修業・鍛錬を積みその型を身につけた者は、師匠の型はもちろん他流派の型なども含めそれらと自分とを照らし合わせて研究することにより、自分に合ったより良いと思われる型を模索し試すことで既存の型を「破る」ことができるようになる。さらに鍛錬・修業を重ね、かつて教わった師匠の型と自分自身で見出した型の双方に精通しその上に立脚した個人は、自分自身とその技についてよく理解しているため既存の型に囚われることなく、言わば型から「離れ」て自在となることができる。このようにして新たな流派が生まれるのである。
「本を忘るな」とあるとおり、教えを破り離れたとしても根源の精神を見失ってはならないということが重要であり、基本の型を会得しないままにいきなり個性や独創性を求めるのはいわゆる「形無し」である。無着成恭は「型がある人間が型を破ると『型破り』、型がない人間が型を破ったら『形無し』」と語っており、これは十八代目中村勘三郎の座右の銘「型があるから型破り、型が無ければ形無し」としても知られる。
個人のスキルを表すため、茶道、武道、芸術等、あるいはスポーツや仕事等々において様々な成長のプロセスに用いることが出来、以下のように当てはめることができる。
- 守：支援のもとに作業を遂行できる（半人前）。 ～ 自律的に作業を遂行できる（1人前）。
- 破：作業を分析し改善・改良できる（1.5人前）。
- 離：新たな知識（技術）を開発できる（創造者）。

例（落語）
- 守：古典落語を忠実に表現することができる。
- 破：古典落語をより面白くアレンジすることができる、あるいはよりわかりやすく表現することができる。
- 離：経験を活かし新作落語を作ることができる。あるいは、落語から進化した新たな芸風を作ることができる。

## 転用

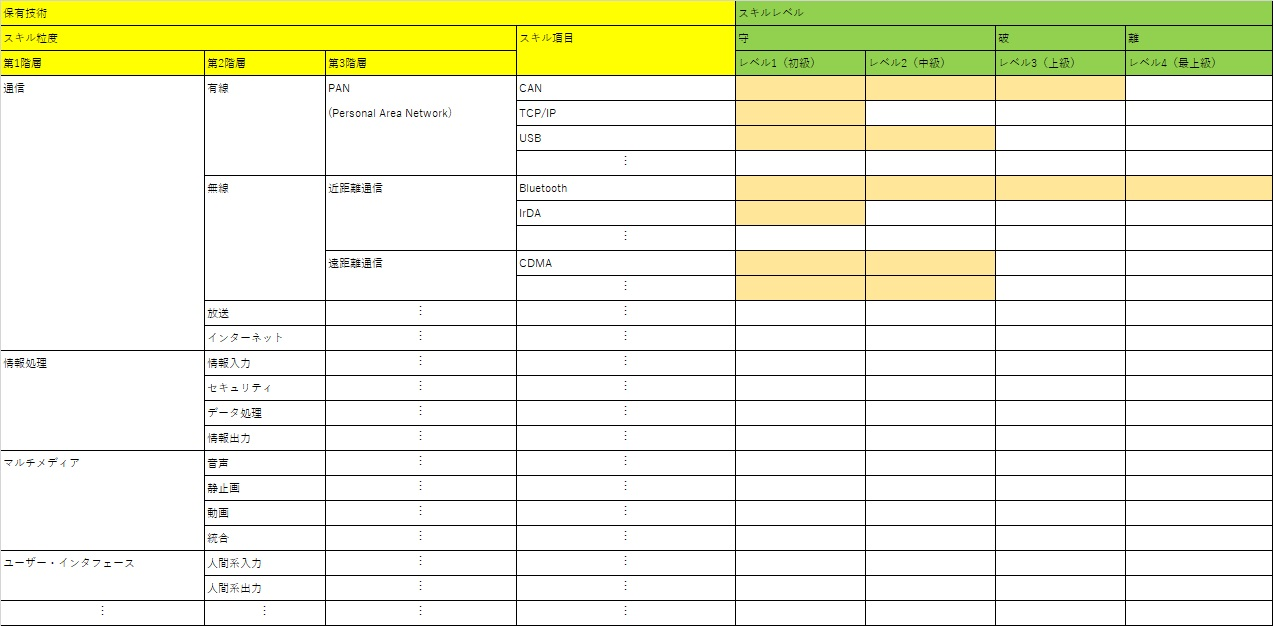
IT業界でのスキル評価（組込みスキル標準を用いた例）。

IT業界では、守破離を用いて技術者個人のスキルを組込みスキル標準などで評価することがある。